# Zirkumbinärer Planet

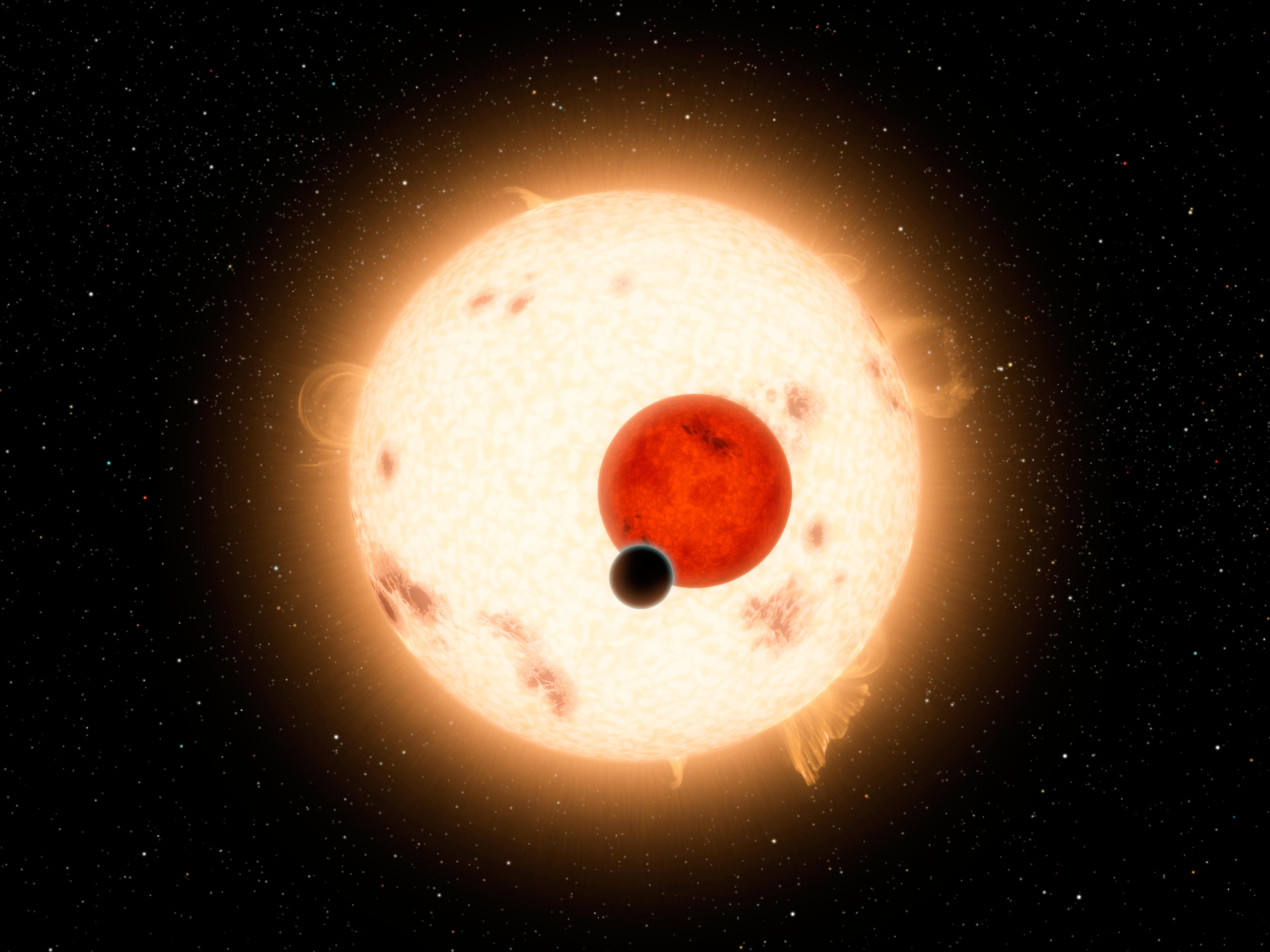
Künstlerische Darstellung eines zirkumbinären Planeten

Ein zirkumbinärer Planet ist ein Planet, der sich um einen Doppelstern bewegt.

## Entstehung
Es wird vermutet, dass die Doppelsterne und die sie umkreisenden Planeten aus einer gemeinsamen Akkretionsscheibe entstanden sind. Ein Indiz dafür ist, dass alle Umlaufbahnen von zirkumbinären Planeten, die mit der Transitmethode nachgewiesen wurden, koplanar sind, d. h. die Umlaufbahn des Doppelsternsystems und die des Planeten liegen in einer Ebene. Ein weiteres Indiz ist die Messung des Rossiter-McLaughlin-Effekts, wonach die Rotationsachse der zirkumbinären Planeten senkrecht auf ihrer Bahnebene steht und die Planeten in Richtung ihrer Umlaufbahn rotieren. Allerdings können sie nicht an dem Ort entstanden sein, an dem sie beobachtet werden. Innerhalb von zehn Astronomischen Einheiten sind die dynamischen Einflüsse auf die Bahnen der Planetesimale so groß, dass sie auf elliptischen Bahnen um das Doppelsternsystem umlaufen. Bei einer Kollision zerstören sich diese Planetesimale aufgrund der großen Relativgeschwindigkeiten, anstatt aneinander zu haften und einen Planeten zu bilden. Die zirkumbinären Planeten sind daher nachträglich an ihren gegenwärtigen Ort gewandert.

## Bestimmung der Masse
Die Radien der Planeten können durch die Tiefe des Lichtabfalls beim Transit bestimmt werden, nicht aber ihre Massen. Allerdings beeinflussen zirkumbinäre Planeten – im Gegensatz zu Planeten um Einzelsterne – auch die Bahn des zentralen Doppelsternsystems. Aus den Verschiebungen der durch die Planeten verursachten Bedeckungen und aus den kleinen Zeitvariationen bei den Vorübergängen vor der Scheibe der beiden Sterne können die Massen der Planeten abgeschätzt werden, wenn die Massen der Doppelsterne bekannt sind. Da die Planeten das gemeinsame gravitative Zentrum aus Stabilitätsgründen auf weiten Bahnen umlaufen, liegen noch keine genauen Werte vor.

## Nachweise

### Transitmethode
Unstrittig sind Nachweise von zirkumbinären Planeten durch die Transitmethode, wenn sie also beim Vorübergang vor den Sternen des Doppelsternsystems eine kleine Verdunkelung der Sternoberfläche verursachen.

### Lichtlaufzeiteffekt
Aufgrund des Lichtlaufzeiteffektes bei bedeckungsveränderlichen Sternen können zirkumbinäre Planeten bisher nur vermutet werden.
Ein indirekter Nachweis von zirkumstellaren Planeten kann durch die Veränderungen in den Zeitpunkten minimaler Helligkeit durch einen Bedeckungslichtwechsel der beiden Sterne in einem Doppelsternsystem erfolgen.
Diese durch den Lichtlaufzeiteffekt vermuteten Planeten sind bei HW Vir, NY Vir, UZ For, RR Cae, HU Aqr, DP Leo, NN Ser und NSVS 14256825 angezeigt worden. Keine dieser Planetenbahnen scheint koplanar zu sein, da es nicht gelungen ist, Transite durch die Planeten in diesen Doppelsternsystemen zu beobachten. Weiterhin sind viele der Bahnen nicht über einen längeren Zeitraum dynamisch stabil, da die angenommenen Planetenmassen sehr hoch sein müssten, um eine messbare Auswirkung auf die Sterne zu haben. Weiterhin ist es bisher nicht gelungen, den weiteren Verlauf der Abweichungen der Bedeckungsminima von einer linearen Ephemeride vorherzusagen, da überlagernde Effekte wie Massentransfers zwischen den Sternen oder magnetische Aktivität auf den Sternen die Zeitpunkte minimaler Helligkeit beeinflussen. Die über den Lichtlaufzeiteffekten vermuteten zirkumbinären Planeten bedürfen noch einer unabhängigen Bestätigung.

## Beispiele
Bis zum 12. Januar 2020 sind durch die Transitmethode in den folgenden Doppelsternsystemen zirkumbinäre Planeten entdeckt worden:
- PSR B1620-26
- Kepler-16
- Kepler-34
- Kepler-35
- Kepler-38
- Kepler-47
- Ross 458
- PH1
- Kepler-1647
- TOI 1338